# Communauté de communes Porte de France Rhin Sud
La communauté de communes de la porte de France Rhin Sud (CCPFRS) est une ancienne communauté de communes de la région mulhousienne, située en France dans le département du Haut-Rhin et la région Grand Est.
La communauté de communes de la porte de France Rhin Sud est la seule structure intercommunale à ne pas faire partie de la communauté d’agglomération de la région mulhousienne Mulhouse Alsace Agglomération (M2A) en 2010. Cette non-intégration ne fait toutefois pas l'unanimité au sein de la CCPFRS, les communes de Chalampé et de Petit-Landau y étant favorable, une adhésion de la CCPFRS reste donc toujours possible.
Le territoire de plaine de la bande rhénane se situe dans la dynamique de l'agglomération mulhousienne et plus largement dans celle de la RegioTriRhena. 
Le Pays de la région mulhousienne regroupe des communes issues de trois régions naturelles alsacienne: majoritairement l'Ochsenfeld, le nord Sundgau et la Hardt. La CCPFRS est majoritairement située sur cette dernière. Elle est composée de communes rurales sur un paysage de plaine où elle vit principalement de l'industrie lourde implantée au nord. Ce territoire en bordure du Rhin et du Grand Canal d'Alsace bénéficie d'une bonne accessibilité grâce à des axes de communication terrestre importants (Autoroute A36 et RD 39).

## Historique
L'EPCI a été créé à effet au 1er janvier 2003 et fait suite au SIVOM Rhin-Sud dont la création remonte à 1972.
En juin 2007, l'accord préfectoral a été donné pour la fusion de la Communauté de communes Porte de France Rhin Sud avec la communauté de communes voisine, la communauté de communes de l'Ile Napoléon.
Le 1er janvier 2017, l'intercommunalité fusionne avec Mulhouse Alsace Agglomération.

### Ancien logo

Ancien logotype de la communauté de communes

## Composition
Elle était composée des 6 communes suivantes : Bantzenheim, Chalampé, Hombourg, Niffer, Ottmarsheim et Petit-Landau.

## Conseil communautaire
Le conseil communautaire est composé de 24 membres. Sa présidente est Martine Laemlin, maire de Chalampé, et ses vice-présidents sont Raymond Kastler, maire de Bantzenheim, Josiane Zimmermann, maire de Hombourg, Gérard Foluszny, maire d'Ottmarsheim, Jean-Luc Vonfelt, maire de Niffer, Armand Le Gac, maire de Petit-Landau

## Compétences

### Compétences obligatoires
La première compétence obligatoire de la communauté de communes concerne l'aménagement de l'espace communautaire. Elle consiste en l'étude, création et gestion des Zones d'aménagement concerté (ZAC) à vocation économique et d'une superficie supérieure à 1 hectare. Y font également partie l'acquisition et constitution de réserves foncières destinées à l'exercice des compétences communautaires avec exercice possible du droit de préemption, l'élaboration, modification, révision et suivi du schéma de cohérence territoriale et des schémas de secteur, la mise en place d'un système d'information géographique communautaire, l'élaboration d'un Plan de Gestion de l'Espace Rural et Périurbain (GERPLAN), la participation aux travaux du Pays de la région mulhousienne, l'élaboration et mise en œuvre d'une charte intercommunale d'aménagement et de développement.
La deuxième grande compétence obligatoire concerne le développement économique intéressant l'ensemble de la communauté. D'une part l'aménagement, extension, entretien, gestion, promotion et commercialisation des zones ou parcs d'activités industrielles, commerciales, tertiaires, artisanales, touristiques, d'une superficie au moins égale à 1 hectare. D'autre part les actions de développement économique : soutien et développement, par des aides directes ou indirectes, des activités économiques, hors commerces de proximité, conformément à la règlementation en vigueur; action en faveur de l'emploi : participation au plan local d'insertion par l'emploi du Pays de la région mulhousienne et à la Maison de l'Emploi et de la Formation du Pays de la région mulhousienne; et promotion des atouts touristiques du territoire en coopération, le cas échéant, avec une initiative privée.

### Compétences optionnelles
La première des quatre grandes compétences optionnelles est la protection et mise en valeur de l'environnement et soutien aux actions de maîtrise de la demande d'énergie - Cadre de vie. Elle regroupe la collecte, transport, traitement et valorisation des déchets des ménages et des déchets assimilés, la gestion et aménagement des déchèteries et des points d'apport volontaire, l'information, sensibilisation et incitation en faveur de l'utilisation des énergies renouvelables, et le suivi et amélioration de l'environnement et du cadre de vie sur l'ensemble du territoire : information, sensibilisation et incitation en faveur du ravalement des façades.
L'action sociale d'intérêt communautaire est également une compétence optionnelle de la communauté de communes. Ceci inclut la création et gestion des services d'accueil périscolaire, le soutien aux actions en faveur des temps libres et des loisirs des enfants et des jeunes initiés par l'association Animation Rhin Sud, la création et gestion des structures d'accueil de la petite enfance. Dans le cadre des actions en faveur des personnes âgées, la communauté peut s'occuper de l'adhésion au syndicat mixte constitué avec la Communauté de communes Essor du Rhin pour la construction et l'équipement de Etablissement d'Hébergement pour Personnes Âgées Dépendantes (EHPAD) "les Molènes" à Bantzenheim, et de l'étude des besoins du territoire en matière de structures d'accueil et autres services pour les séniors et mise en œuvre des solutions retenues. Le soutien aux actions d'aide aux enfants en difficulté scolaire est au autre aspet de l'action sociale d'intérêt communautaire.
La troisième des quatre grandes compétences optionnelles est la création, aménagement et entretien de la voirie d'intérêt communautaire, avec notamment la création, aménagement et entretien des pistes ou itinéraires cyclables, et la création, aménagement et entretien de la voirie d'intérêt communautaire. Sont d'intérêt communautaire : les rues desservant les services communautaires, les traversées d'agglomérations sur les routes départementales ainsi que les voies de liaison figurant sur le plan en annexe des statuts, les voies internes et les voies d'accès aux zones d'activités existantes et les voies internes et les voies d'accès aux futures zones d'activités communautaires.
Le dernier axe de compétences optionnelles concerne la construction, entretien et fonctionnement d'équipements culturels et sportifs et de loisirs. Il regroupe la création, extension, aménagement, entretien et exploitation de la piscine d'Ottmarsheim, des étangs d'Ottamarsheim et de la base d'aviron de Niffer. En outre cette compétence se fixe comme objectif la création, aménagement, entretien et exploitation de nouveaux équipements culturels et de loisirs qui accueillent des activités nouvelles sur le territoire de la communauté de communes et qui rayonnent en termes de fréquentation sur l'ensemble des communes.

### Compétences facultatives
Les compétences facultatives de la communauté de communes regroupe la coordination et mise en réseau de l'action culturelle, sportive ou de loisirs des communes membres, le soutien aux actions de formation continue initiée par l'Université populaire REGIO-VHS, l'animation sportive dans les écoles primaires de la communauté de communes, la mise en œuvre d'actions de coopération transfrontalière dans le champ des compétences communautaires, le renforcement de la politique de communication entre la communauté de communes et la population, la promotion de toute forme de technologies d'information et de la communication et l'acquisition, entretien, et gestion de matériels mutualisables par les communes membres.

## Sources
- statuts de la communauté de communes annexés à l'arrêté préfectoral n° 2006-331-1 du 27 novembre 2006 portant approbation des statuts modifiés.
- la base aspic